# Relaciones Burkina Faso-Venezuela
Las relaciones Burkina Faso-Venezuela se refieren a las relaciones internacionales que existen entre Burkina Faso y Venezuela.

## Historia
El 22 de enero de 2010 Burkina Faso y Venezuela suscribieron un memorándum de entendimiento en Nueva York, Estados Unidos.
Entre el 16 y 18 de abril de 2012, el vicepresidente de la Comunidad Económica de Estados del África Occidental (CEDEAO), Toga McIntosh, realizó una visita oficial a Venezuela, durante la cual se reunió con la ministra de salud de Venezuela, María Eugenia Sader. Durante la visita se suscribió un memorándum de entendimiento entre Venezuela y la CEDEAO con la finalidad de conceder becas de posgrado a médicos provenientes de los Estados miembros de la CEDEAO para estudiar en Venezuela. En el acuerdo Venezuela se comprometió a otorgar tres becas por cada país miembro, incluyendo a Burkina Faso.

## Misiones diplomáticas
- Venezuela cuenta con una embajada concurrente en Bamako, Malí.[3]
- Burkina Faso cuenta con una embajada concurrente en Brasilia, Brasil.